# DIP開關

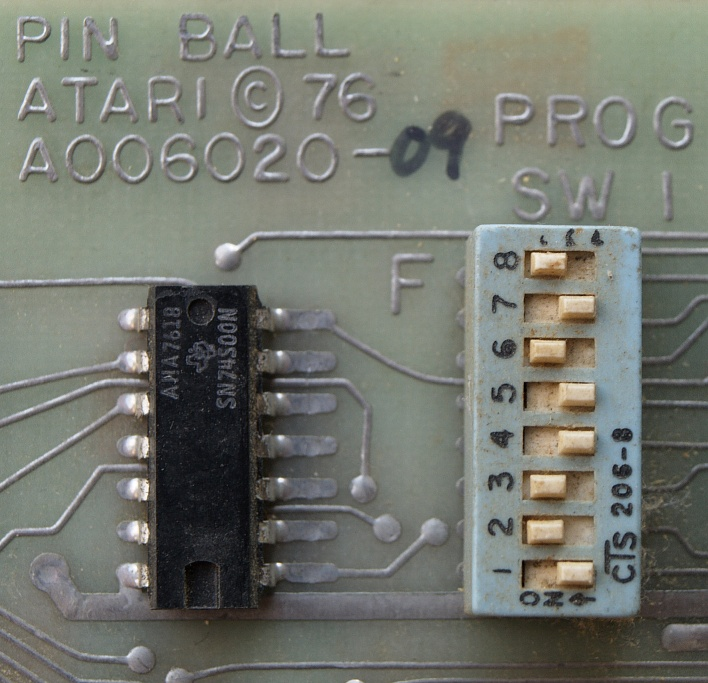
早期的DIP開關（1976年）

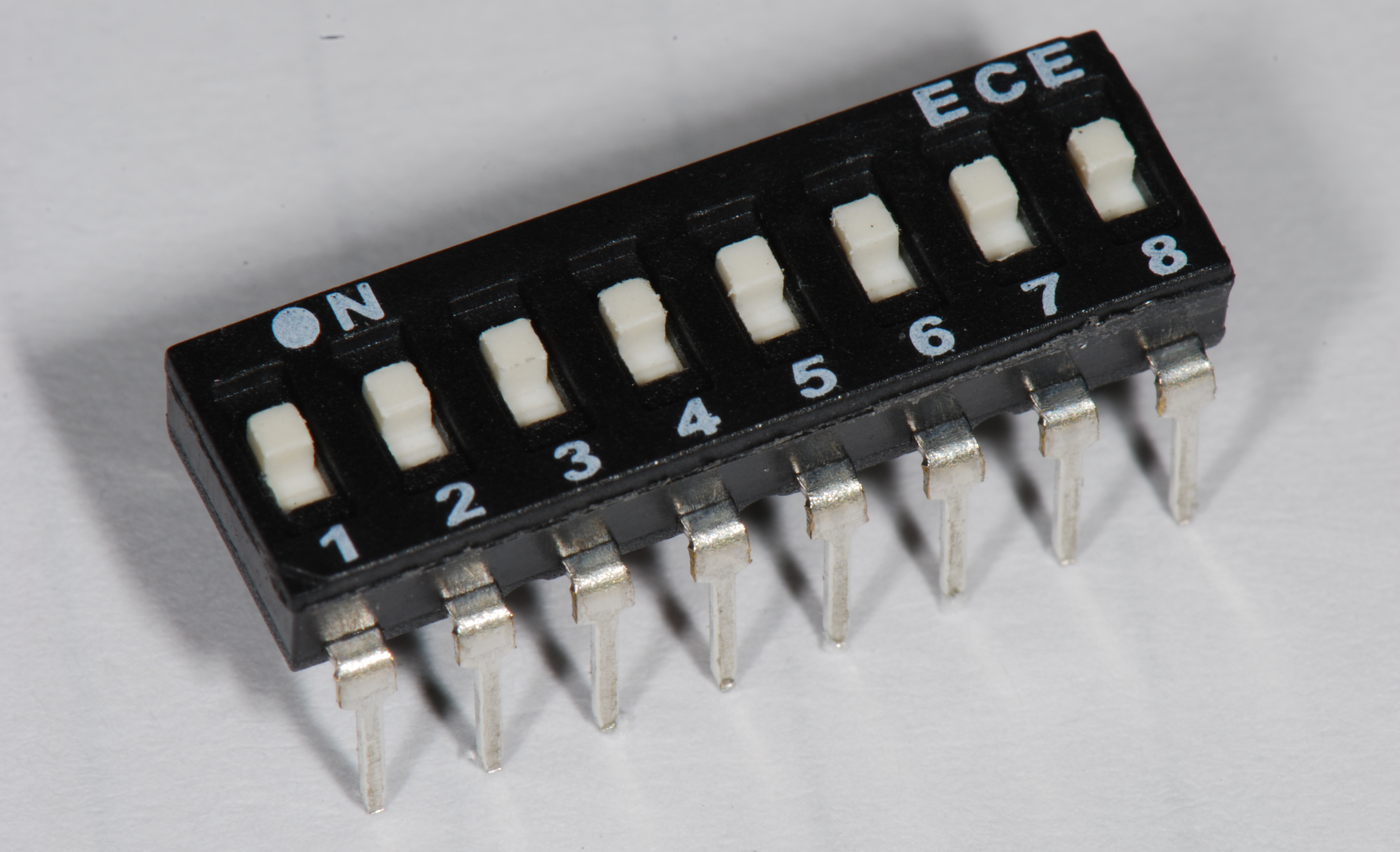
滑動型的DIP開關

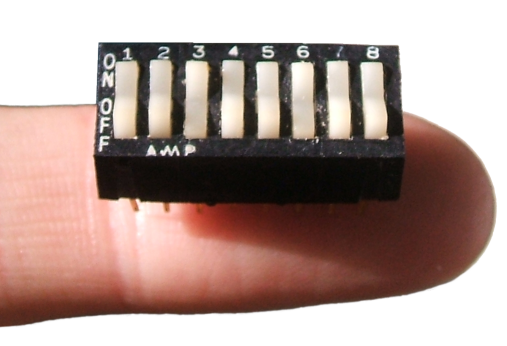
搖頭型（rocker type）的DIP開關

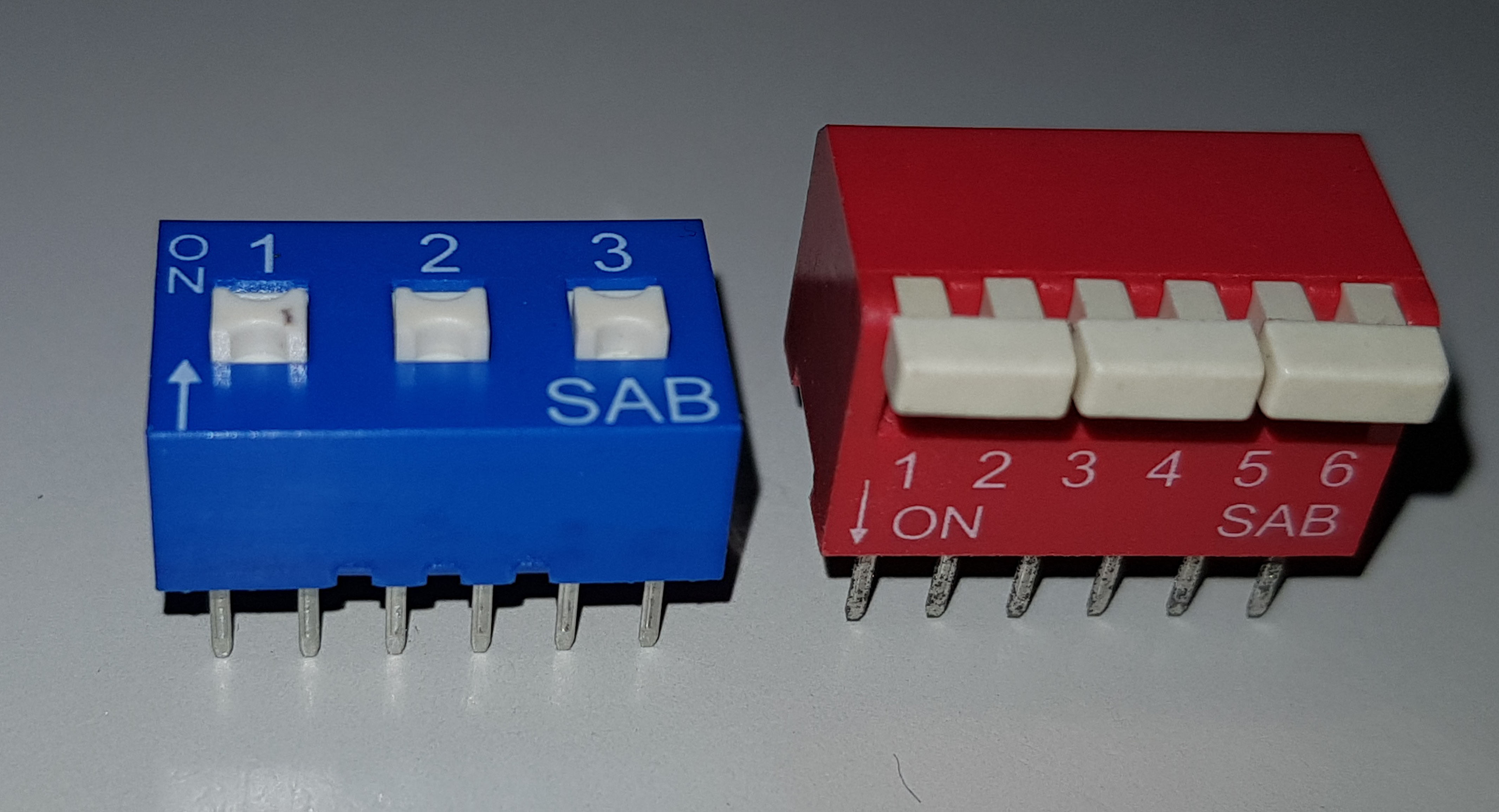
2PST型（DPST type）的DIP開關

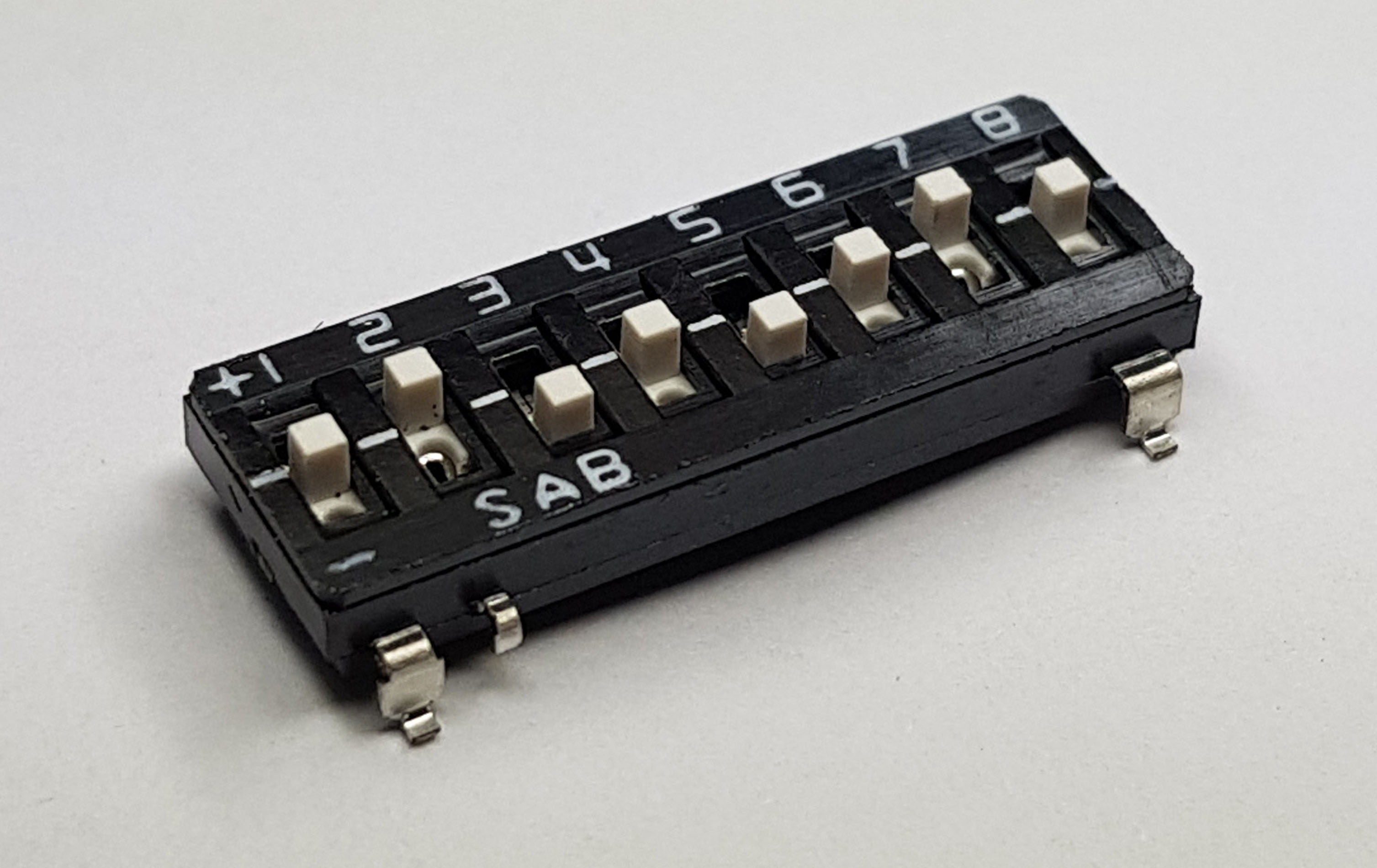
三態型的DIP開關

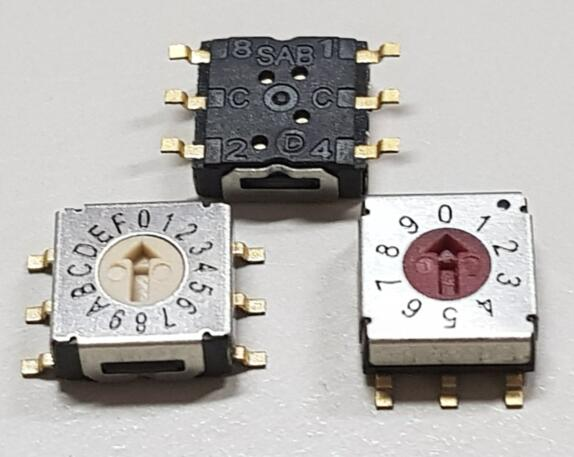
輕薄旋轉型的DIP開關

DIP開關（DIP switch）也稱為指撥開關，是可以人工調整的開關，多半是數個開關一組，以標準雙列直插封裝（DIP）的封裝形式出現。「DIP開關」可以指個別的開關，也可以指整組的開關。DIP開關一般會設計在印刷电路板上，配合其他電子元件使用，主要目的是,調整電子設備的特性。
DIP開關可視為是跳線組的代替品，其主要好處是開關比跳線容易切換狀態，而且沒有可能遺失或脫落的短接器。
具有滑動桿的DIP開關曾在1976年申請美國專利，DIP開關在1974年開始使用，在1977年用在ATARI的Flipper game裡。

## 種類
有許多不同種類的DIP開關，其中最常見的是旋轉型（rotary）、滑動型（slide）及搖頭型（rocker）的。
旋轉型DIP開關會包括多個電子接觸器，若旋轉DIP開關，使指針對正開關上的任何一個數字，開關中的一個接觸器會導通。旋轉型DIP開關可能大到類似滾輪按鈕的大小，開關也可能很小，只能用小的螺钉旋具才能調整。
滑動型（slide）及搖頭型（rocker）的開關是由多個單刀單擲（single pole, single throw，SPST）開關所組成，每一個都可以獨立導通或是關閉，可以用一個開關表示二進制的單一位元。也可以用多個開關來表達一個較大的數值。7個開關可以用來表達128個組合，因此可以設定標準的ASCII碼。8個開關可以表達256個組合，相當於一個位元組。
DIP開關的封裝也會包括插座引腳或引線，讓開關和電路板上的電路有導電的路徑。電路中可以直接用DIP開關來控制導通或是開路，不過也常常會將DIP開關的開和關轉換為高電位及低電位，此時就是需要DIP開關的介面電路，包括串聯的上拉電阻（連接到電源）或下拉電阻（連接到參考點）、緩衝電路、解碼電路以及其他的元件。。許多設備的韌體會在送電時讀取DIP開關的資訊。
目前電子元件的表面安装技术已經普及，許多DIP開關其實是SMD的封裝，不過仍使用「DIP開關」這個名稱，主要是指這一種的開關形式，不特別限定是雙列直插封裝（DIP）包裝。

## 應用
DIP開關廣泛的用在工业标准结构（ISA）的電腦擴充卡中，用來選擇中斷請求（IRQ）及記憶體位址。在較便宜的電池供電RAM出現之前，1980年代的街机也常用DIP開關來設定遊戲的參數，例如難度，或是每次需要投幣的金額。DIP開關也常用在車庫門開啟器或是一些早期的無線電話中，用來設定保全碼。保全碼最長可以用十二個開關來設定，可用來避免和其他車庫門開啟器或是其他設備之間的電磁干擾。現在的車庫門開啟器已改用安全性較高的滾動碼。
早期電腦上用的的显示卡也常會有DIP開關，原因是為了和其他顯示規格的相容性。例如彩色图形适配器（CGA）顯示卡允許對单色显示适配器（MDA）規格相容，可以透過DIP開關的設定來達到此一功能。
自1990年以後的消費電子產品，較少用到DIP開關。原因包括產品體積縮小的趨勢、透過軟體選單設定產品組態比較簡單、再加上非揮發性記憶體的降價等原因。不過在工業產品中仍經常使用DIP開關，主要原因是價格便宜、容易和電路整合、而且可以在斷電時就進行設定。
在一些遙控設備上仍然會有DIP開關可以設定，以避免不同設備之間出現干擾。例如控制吊扇及燈具的遙控器。遙控器上面會有DIP開關可以針對不同发送器/接收器設定不同的射頻，因此可在同一間房屋內的不同房間各自使用遙控器，而不會出現未預期的互相干擾情形。
在X10智慧家庭設備中，也常用旋轉開關來設定家庭、房間或是設備編號。旋轉開關也用在一些发送器（特別是VHF及FM廣播发送器中），來設定壓控振盪器的直流偏压（決定载波的中心频率）。

## 外部連結
- DIP switch（页面存档备份，存于） - BIWIN/Sab switches -